# Sägehörniger Werftkäfer
Der Sägehörnige Werftkäfer (Hylecoetus dermestoides) ist ein Käfer aus der Familie der Werftkäfer (Lymexylidae).

## Merkmale
Die Käfer werden 6 bis 18 Millimeter lang, wobei die Weibchen gelbbraun gefärbt sind, die Männchen sind sehr variabel gefärbt, aber meistens schwarz. Die Männchen haben eigenartig geformte Maxillarpalpen (Kiefertaster), die am zweiten Segment einen großen Auswuchs mit vielen langen Seitenästen tragen, die mit ihren zahlreichen Sinneshaaren zur Auffindung der Weibchen dienen sollen. Der Halsschild der Käfer ist auf den Seiten gerandet (verdickt) und sie tragen auf der Stirn ein kleines helles Körnchen.
Die Larven werden 14 bis 20 Millimeter lang und haben einen schlanken, weißlichen und weichen Körper. Ihre Mandibeln sind löffelartig geformt und sie haben keine Augen. Auffällig an ihrem Körper ist der Prothorax, der kapuzenartig nach vorne verlängert ist und das letzte Hinterleibssegment, dass zu einer langen Spitze ausläuft. Diese Spitze unterscheidet sie von den ähnlichen Schiffswerftkäfern (Lymexylon navale), die diese nicht haben.

### Ähnliche Arten
- Hylecoetus flabellicornis (Schneider, 1791). Selten. Kopf ohne Hörnchen.

## Vorkommen
Die Tiere kommen in ganz Europa vor, wobei sie aber in Südeuropa weniger häufig sind.

## Lebensweise
Die Käfer findet man Anfang April bis Juni, wobei sie nur zwei bis vier Tage lang leben.

### Nahrung der Larven
Die Larven leben in nahezu allen Laub- und Nadelbäumen, vor allem aber in Buchen, Eichen, Birken, Fichten und Tannen. Sie fressen die Hyphen des Pilzes Endomyces hylecoeti, die sie mit ihren speziell geformten Mandibeln abschaben können.

## Entwicklung
Die Weibchen legen im vor allem von Mai bis Juni insgesamt ca. 100 Eier in Gruppen von 6 bis 40 Stück auf die Rinde oder in Risse von Bäumen. Sie tun dies an der Schattenseite von frisch gefällten Stämmen oder Baumstümpfen, die noch feucht sein müssen. Selten befallen sie noch lebende Bäume, die dann jedoch dadurch stark geschwächt werden. Auf die gelegten Eier schmiert das Weibchen Pilzsporen, die es in speziellen Taschen an der Legeröhre mit sich trägt. Nach 10 bis 14 Tagen schlüpfen die Larven, meist im Juni. Zu Beginn wälzen sie sich in den Sporen, damit ihr Körper damit bedeckt wird. Danach bohren sie sich in das Holz ein und verteilen die Sporen an den Innenwänden der Gänge. Ihre Gänge sind zu Beginn sehr fein, werden aber entsprechend dem Wachstum der Tiere größer. Die Gänge färben sich mit den wachsenden Pilzen schnell schwarz und verlaufen in der Regel radial in den Stamm hinein, selten aber auch parallel zur Oberfläche, und werden ca. 30 Zentimeter lang. Die Larven werfen, im Gegensatz zu den Schiffswerftkäfern (Lymexylon navale), das Holzmehl mit Hilfe von Hinterleibsfortsätzen durch das Bohrloch aus, damit die Pilze wachsen können. Während der Überwinterung verschließen sie das Bohrloch. Nach zwei bis drei Jahren Entwicklung, in Ausnahmefällen auch schon im selben Jahr, sind die Larven ausgewachsen. Sie verpuppen sich aber in der Regel nach einer oder zwei Überwinterungen im April nahe dem Bohrloch an einer verbreiterten Stelle im Gang unter einem Rindendeckel. Diese Puppenwiege wird nach innen hin mit Bohrmehl verschlossen. Nach ca. sieben Tagen schlüpfen die Käfer.

## Schadwirkung
Die Sägehörnigen Werftkäfer sind zwar für die Zersetzung von totem Holz wichtig, sie können aber in der Forstwirtschaft große Schäden verursachen. Den Befall kann man durch die unterschiedlich großen Bohrlöcher erkennen, die dadurch entstehen, dass die Larven neben den Bohrlöchern auch kleinere Bohrmehlauswurflöcher herstellen. Um diese Löcher herum findet man Bohrmehl, wenn man die Rinde entfernt. Außerdem sind die Gänge durch den Pilz schwarz gefärbt. Vermeiden kann man einen Befall dadurch, dass man gefälltes Holz rasch aus dem Wald abtransportiert und an trockenen und belüfteten Orten lagert. Einmal getrocknetes Holz wird nicht mehr befallen.